# Stylodipus sungorus
Stylodipus sungorus е вид бозайник от семейство Тушканчикови (Dipodidae).

## Разпространение
Видът е разпространен в Монголия.